# مارتین بی‌ام
مارتین بی‌ام (به انگلیسی: Martin BM) یک هواگرد ساختِ کارخانهٔ گلن ال. مارتین کمپانی در کشور ایالات متحده آمریکا است. نخستین استفاده‌کنندهٔ این هواگرد نیروی دریایی ایالات متحده آمریکا بوده‌است. این هواگرد برای نخستین بار در ۱۷ مه ۱۹۲۹ میلادی مورد استفاده قرار گرفت.